# کریستین کوپل
کریستین کوپل (انگلیسی: Christian Köppel؛ زادهٔ ۳ نوامبر ۱۹۹۴) بازیکن فوتبال اهل آلمان است.
از باشگاه‌هایی که در آن بازی کرده‌است می‌توان به باشگاه فوتبال مونیخ ۱۸۶۰ اشاره کرد.